# Physical Graffiti
Physical Graffiti is het zesde album van de Britse rockband Led Zeppelin. Het was de eerste release van de band op het eigen label Swan Song Records.
Het album stond in 1975 totaal 6 weken genoteerd in de Nederlandse Album Top 100 met als hoogste notering de 7e positie.

## Nummers

### Kant 1
1. Custard Pie (Page/Plant) – 4:13
2. The Rover (Page/Plant) – 5:37
3. In My Time of Dying (Page/Plant/Jones/Bonham) – 11:05

### Kant 2
1. Houses of the Holy (Page/Plant) – 4:02
2. Trampled Underfoot (Page/Plant/Jones) – 5:36
3. Kashmir (Page/Plant/Bonham) – 8:29

### Kant 3
1. In the Light (Page/Plant/Jones) – 8:46
2. Bron-Yr-Aur (Page) – 2:06
3. Down by the Seaside (Page/Plant) – 5:13
4. Ten Years Gone (Page/Plant) – 6:31

### Kant 4
1. Night Flight (Jones/Page/Plant) – 3:36
2. The Wanton Song (Page/Plant) – 4:07
3. Boogie with Stu (Bonham/Jones/Page/Plant/Stewart/Valens) – 3:53
4. Black Country Woman (Page/Plant) – 4:24
5. Sick Again (Page/Plant) – 4:42

## Bezetting
- - Jimmy Page - Gitaar, Mandoline, Producer
  - Robert Plant - Mondharmonica, Zang
  - John Paul Jones - Bas, Keyboards, Mellotron, Gitaar, Mandoline
  - John Bonham - Drums, Percussie
- Ian Stewart - Piano op "Boogie With Stu”

## Productie en techniek
- George Chkiantz - Technicus
- Peter Grant - Uitvoerend producent
- Keith Harwood - Technicus, Mixen
- Andy Johns - Technicus
- Eddie Kramer - Technicus, Mixen
- George Marino - Remastering
- Ron Nevison - Technicus
- Mike Doud - Cover ontwerp
- Peter Corriston - Cover ontwerp
- Elliott Erwitt - Fotografie
- Dave Heffernan - Illustraties
- B.P. Fallon - Fotografie
- Roy Harper - Fotografie